# Yann Arthus-Bertrand
Yann Arthus-Bertrand (Parigi, 13 marzo 1946) è un fotografo, giornalista e ambientalista francese.

## Biografia
Nasce in una famiglia di gioiellieri e medaglisti, proprietari della Maison Arthus-Bertrand, fondata nel 1803 da Claude Arthus-Bertrand et Michel-Ange Marion.
La sua passione per la fotografia naturalista ha inizio all'età di 30 anni, nel 1976, anno in cui parte per il Kenya assieme alla moglie Anna, con la quale trascorre 3 anni nel Masai Mara, studiando il comportamento di una famiglia di leoni. Durante tale periodo sorvola diverse volte la riserva in elicottero e in mongolfiera, scoprendo una vocazione per la fotografia aerea.
Tornato in Francia, nel 1981 pubblica il libro fotografico Lions. Ha inizio così la sua carriera di fotoreporter specializzato in reportage naturalistici, che lo porta a collaborare con le riviste francesi Paris-Match e Géo. Nel 1991 fonda l'agenzia Altitude, prima agenzia specializzata in fotografia aerea nel mondo.
Nel 1994, con il patrocinio dell'UNESCO, dà vita al progetto La Terre vue du Ciel, un inventario dei più belli paesaggi del mondo fotografati dal cielo, il cui motto è «Testimoniare la bellezza del mondo e tentare di proteggere la Terra». Alcune delle foto più belle sono pubblicate nel libro omonimo, che venderà 3 milioni di copie in 24 lingue. Una mostra fotografica dallo stesso nome fa il giro del mondo, con installazioni in oltre 110 città e circa 120 milioni di visitatori.
Nel 2005, fonda l'associazione ecologista internazionale GoodPlanet.org e dà vita alla iniziativa Action Carbone, un programma destinato a compensare le emissioni di gas a effetto serra generati dalla sua attività di fotografia aerea, tramite il finanziamento di progetti per lo sviluppo di energie rinnovabili, per il risparmio energetico e per la riforestazione.
Il 31 maggio 2006 viene insignito della Légion d'honneur e diviene membro dell'Académie des beaux-arts dell'Institut de France, grazie alla creazione di una nuova sezione consacrata alla fotografia. Nell'aprile 2007 ha iniziato, in collaborazione con Luc Besson, le riprese di un lungometraggio intitolato Home. Il film vuole essere una fotografia dello stato di salute del pianeta e dei problemi cui l'umanità deve fare fronte. La prima mondiale è stata il 5 giugno 2009, giornata mondiale dell'ambiente.

## Filmografia

### Regista
- La Terra vista dal cielo (Earth from Above) (2004)
- 7 Billion Others (2009)
- Home (2009)
- Paris, view from above (2010)
- Of forest and people (2011)
- Planet Ocean (2012)
- A Thirsty World (2012)
- Metz and the Messin pays, view from above (2013)
- Switzerland from above (2014)
- Méditerranée, notre mer à tous (2014)
- Terra (2015)
- Algeria from above (2015)
- Human (2015)
- Woman (2019)

### Attore
- Dis-moi qui tuer, regia di Étienne Périer (1965)
- OSS 117 prend des vacances, regia di Pierre Kalfon (1970)

## Opere
Ha prodotto oltre 60 libri fotografici tra cui:
- Lions, Hachette Réalités, 1981, ISBN 2-01-008470-5. (in collaborazione con Anne Arthus-Bertrand)
- Uomini e animali, Leonardo Arte, 1999, ISBN 88-7813-485-6.
- Omaggio alla terra. Un ritratto del pianeta all'alba del 2000, Mondadori, 1999, ISBN 88-04-47220-0.
- La Terra vista dal cielo, Mondadori, 2002, ISBN 88-435-8172-4.
- Trecentosessantasei giorni per riflettere sulla Terra, White Star, 2005, ISBN 88-540-0272-0.
- La Francia vista dal cielo, Mondadori Electa, 2006, ISBN 88-370-4232-9.

Sue fotografie sono state ripetutamente pubblicate sulla rivista National Geographic.